# 變形金剛：合體大作戰
《變形金剛：合體大作戰》(戦え!超ロボット生命体トランスフォーマー 合体大作戦)是由日本多美公司在1992年所推出的玩具系列，沒有製作動畫，在TV Magazine以插圖與文字形式交代故事。在日本世界觀中，本作是G1世界觀最後的作品，不過近年的觀點開始會將2001年的《變形金剛：Car Robot》也加入G1系列的世界觀中。

## 劇情概要
接續《變形金剛：柯博文的復活》的劇情，狂派領袖帝王黑暗新星(Dark Nova)倒下後，由爪痕(Scrash)成為狂派新任領袖，並帶領合體戰士戰鬥地君(暫譯，原文為「Battle Gaia」)和噴射軍團(暫譯，Jet Corps)掠奪地球的能源，而博派戰士守護之城(Guard City)率領其他的合體金剛與之對抗。

## 角色一覽

### 博派
五體合體救助戰士守衛之城(ガードシティ/Guard City)
由五位變形金剛合體成為的合體金剛，包括：
- 消防隊長(ファイヤーチーフ)：變形成消防車。
- 街頭明星(ストリートスター)：變形成警車。
- 起飛(フライアップ)：變形成救災直升機。
- 火花騎士(スパークライド)：變形成警用重型機車。
- 安全(セーフティ)：變形成救護車。

這五位變形金剛合體後會成為巨大的合體金剛守衛之城，負責地球防禦站的職責。
擁有被稱為「自由合體」的特殊能力，可以自由地更換手腳。其中，消防隊長還可以變形為維修基地。它們的武器是能發射100萬度熱線的守護爆彈槍(ガードブラスター)。
守衛之城的玩具是以G1系列中的合體金剛「防衛者」進行了改模和重塗。

#### 六體合體戰士
在本作中的主角群皆為合體金剛，由六位迷你金剛合體而來。
- 戰士隊長六建士(シックスビルダー/Sixbuilder)

繼《柯博文的復活》之後再次登場。最初與守衛之城一同保護地球，然而，由於兄長六軌(シックストレイン)被派遣，因此返回宇宙的賽博坦(サイバトロン)總部。
航空站士六翼(シックスウィング/Sixwing)
由六位保護地球的戰士組成的隊伍，成為均為變形為不同飛行器的迷你金剛，成員如下所列：
- 導彈載者(ミサイルラン)：變形成B-1轟炸機。
- 鏈槍(チェーンガン)：變形成阿帕契戰鬥直升機。
- 超音速(スーパーソニック)：變形成協和式超音速客機。
- 大湖(レイカー)：變形成太空梭。
- 獵鷹(ファルコン)：變形成F-16戰機。
- 側翼(フランカー)：變形成蘇愷戰鬥機。

六翼可以和與大型噴射機合體，形成更強大的戰士隊伍。
受命於六建士的指揮而來到地球。每位成員都能以超過馬赫10的速度飛行，使用衝擊波攻擊地面的敵人。武器是裝備在大型噴射機機頭的雷神砲，能夠發射強力的電撃。
陸上戰士六渦輪(シックスターボ/Sixturbo)
由六體能夠變形為不同車輛的迷你金剛和大型噴射機合體而成的合體金剛，成員如下所列：
- 公路警察(ロードポリス)：變形成道路巡邏車。
- 滑行(グライド)：變形成摩托車。
- 電路(サーキット)：變形成F-1賽車。
- 新輪(ネオホイール)：變形成摩托車。
- 警笛(サイレーン)：變形成救護車。
- 釋放(ディスチャージ)：變形成消防車。

這六位迷你金剛加上專屬的大型噴射機形成一支專門保護地球的陸上戰鬥隊伍。
他們具有靈活機動的戰術，既擁有擊倒敵人的攻擊力，又具有救援能力。武器是裝備在大型噴射機主翼上的雙渦輪爆震砲。
鐵道戰士六速火車(シックストレイン/Sixtrain)
由六位能夠變形為不同列車的迷你金剛加上專屬的大型噴射機合體而成的合體金剛。
- 心念(ディザイアー)：變形成東海道新幹線「のぞみ」。
- 亞特蘭(アトラン)：變形成TGV-A。
- 射線(レイズ)：變形成特急「あさぎり」。
- 聖地牙哥(サンディーゴ)：變形成SL的。
- 風神(ウィンディー)：變形成山形新幹線。
- 換軌器(コンバーター)：變形成貨物機車。

六速火車是六軌(シックスライナー)的兄長，而且玩具也是六軌的改模。設定上在各方面都優於六軌，並且兩者有很多相似之處。他使用的武器是從火車砲中發射的、呈現出鐵軌形狀的光鞭。

#### 公路軍團(ロード軍団/Road Corps)
賽博坦車輛部隊，來到地球對抗狂派的噴射機軍團。每一個成員都變形為汽車。沒有合體的能力，汽車模式的引擎在機器人模式時會成為成為強大的手持武器。
這款玩具以一對一的對戰套裝形式上市，每個包裝中都包含儀隊博派和狂派的成員。在歐洲被稱為渦輪大師(ターボマスター/Turbomaster）。
地球支部副隊長閃電(スピンロード/Flash)
公路軍團的領袖，變形成跑車。憎恨奪去了他親友性命的天潛。
玩具是以閃光(フラッシュ）的改模後再推出。
火炎戰士消防路(ファイヤーロード/Scorch)
變形成四輪驅動車，以火焰能量攻擊進行戰鬥。和影射(シャドージェット)的互為宿敵。能將身體表面升至高達2,000度的高溫，並一邊噴射火焰一邊追趕對手。
玩具是以焦痕(スコーチ）的模具改模後再推出。
遊星戰士格子路(チェッカーロード/Hurricane)
變形成賽車，能夠收集星星的能量來增強自己的力量。他來到地球是為了打敗戰機軍團的月濺。
玩具是以龍捲風(ハリケーン）」的模具改模後再推出。
風速戰士馬赫路(マッハロード/Boss)
變形成科幻風格的車輛，使用風之能量進行戰鬥。他以超音波攻擊來對手火炬進行戰鬥。

### 狂派
首領爪痕(Scrash)
狂派新任領袖，故事中變成大型噴射機，沒有玩具化。
過去在日方作品中，狂派的領袖通常會有「破壞大帝」的稱號，但是不知為何，爪痕的稱號卻是總統(総統)。

#### 五體合體攻擊戰士戰鬥地君(バトルガイアー/Battle Gaia)
由五位可以變形成不同軍用載具的變形金剛合體而成，成員包括：
- 鉅典(グレートカノン)：變形成導彈拖車。
- 準鷹(ターゲットホーク)：變形成戰鬥直升機。
- 利蘭(リーランド)：變形成戰鬥越野車。
- 穿梭砲手(シャトルガンナー)：變形成戰鬥太空梭。
- 沙暴(サンドストーム)：變形成坦克車。

就像守衛之城一樣，在合體時可以自由切換手腳。
戰鬥帝君是爪痕最強大的合體金剛，個性殘忍，企圖奪取地球的能源、引起全球戰爭，將地球變成醫科死亡星球。隊長可以變形成移動基地、並發射其他同伴。
其玩具是由G1系列中的怖提剋斯改模發行。

#### 戰機軍團(ジェット軍団/Jet Corps)
狂派的戰鬥機軍團，所有成員不可合體、獨立變形成一架戰鬥機。玩具本身具有瞄準鏡的遊玩功能。
在歐洲以掠奪者プレデターズ/Predators）名稱出售。
地球攻擊參謀天潛(ダークジェット/SkyDive)
變形為YF-23戰鬥機，戰機軍團的領袖。他與閃電是宿命中對手，也能夠與六翼互相匹敵。
這款玩具是基於跳傘(スカイダイブ)的改模版本上市。
冷凍戰士影射(シャドージェット/Falcon)
變形成F-15戰鬥機的戰士，具有冷凍對手的能力。
這款玩具是基於鷸(ファルコン)的玩具改模後推出。
月光戰士月濺(ムーンジェット/Talon)
變形成隱形戰鬥機，以月球的能量進行戰鬥。在宇宙的流浪者，與格子路是從昔日開始的宿敵。經常潛伏在月球的背面。
玩具是以利爪(タロン)的模具改模發行。
太陽戰士火炬(フレアジェット/Snare)
變形成X-29戰鬥機，可以利用太陽放射的能量將一切燃燒的力量。曾經是賽博坦的戰士，是馬赫路的朋友。
其玩具是基於圈套(スネアー)的玩具改模後重新發售。